# Ludwig von Gablenz
Ludwig Karl Wilhelm svobodný pán von Gablenz (19. července 1814 Jena – 28. ledna 1874 Curych) byl rakouský generál. Pocházel ze Saska, v rakouské armádě sloužil od roku 1833. V revolučních letech 1848–1849 se vyznamenal v Itálii a Uhrách a rychle postupoval v hodnostech, v roce 1849 byl již plukovníkem. Jako štábní důstojník poté sloužil v Itálii nebo na Balkáně. Za dánsko-německé války (1864) vedl rakouský armádní sbor do severního Německa a v Dánsku dosáhl několika úspěchů, po uzavření míru byl místodržitelem v Holštýnsku. Za prusko-rakouské války v roce 1866 vynikl jediným vybojovaným vítězstvím na rakouské straně ve východních Čechách (bitva u Trutnova). Později byl zemským velitelem v Chorvatsku (1867–1869) a nakonec v Uhrách (1869–1871). V armádě dosáhl hodnosti generála jezdectva (1868), byl též členem Panské sněmovny. Byl nositelem řady rakouských i zahraničních vyznamenání, dvakrát byl dekorován prestižním Řádem Marie Terezie. V roce 1871 odešel do výslužby, po krachu na vídeňské burze se zadlužil a spáchal sebevraždu. Ze zrušeného hřbitova v Curychu byly jeho ostatky v roce 1905 převezeny do krypty v Gablenzově památníku v Trutnově.

## Životopis

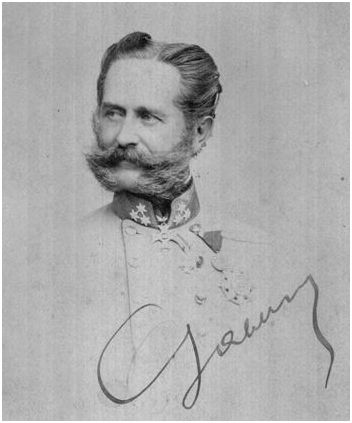
Ludwig von Gablenz

Pocházel ze šlechtické rodiny ze Saska, narodil se jako nejmladší ze tří synů saského generála, účastníka napoleonských válek a drážďanského guvernéra barona Heinricha Gablenze (1762–1843). Studoval na rytířské akademii v Drážďanech a v sedmnácti letech vstoupil do saské armády. V roce 1833 v hodnosti poručíka přešel do služeb Rakouska a byl zařazen k 18. pěšímu pluku v Itálii. U této jednotky strávil šest let a v roce 1835 byl povýšen na nadporučíka. V hodnosti rytmistra (1839) byl přeložen k 6. kyrysnickému pluku v Gyöngyösi. V revolučních letech 1848–1849 se zúčastnil bojů v Itálii, kde byl přidělen ke štábu maršála Radeckého, později byl pobočníkem generála Schwarzenberga. Bojoval v bitvě u Custozzy a v roce 1848 byl povýšen na majora. V roce 1849 bojoval proti maďarským povstalcům pod velením generála Šlika, vyznamenal se odražením levého křídla maďarské armády u Košic a dosáhl hodnosti podplukovníka. Během tažení v Uhrách byl z pověření Felixe Schwarzenberga vyslán s diplomatickou misí do hlavního stanu ruské armády pro projednání dalšího postupu. Následně se zúčastnil obléhání Komárna a ještě na konci roku 1849 byl povýšen na plukovníka.

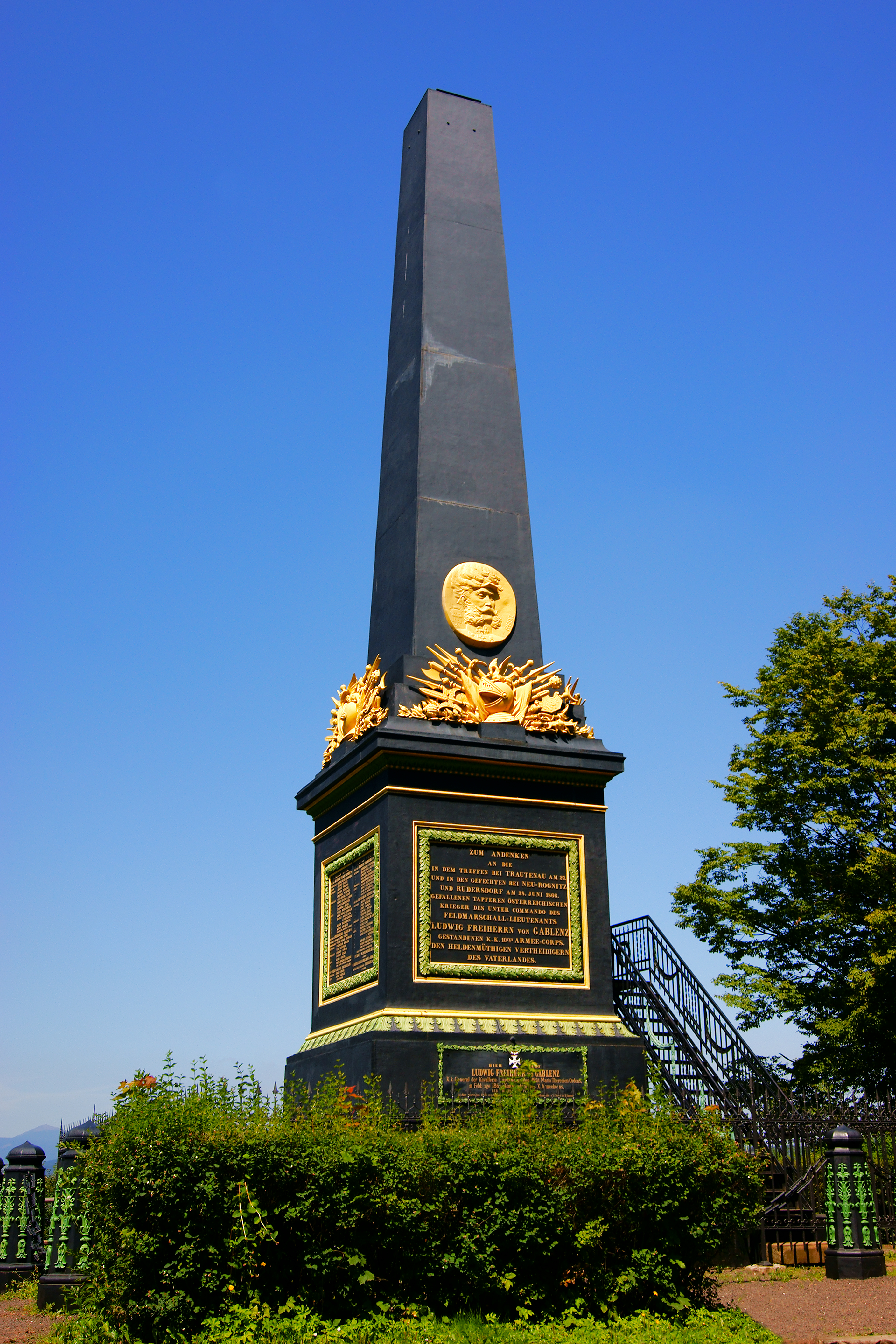
Památník generála Gablenze v Trutnově

Po porážce revoluce byl šéfem štábu 2. armádního sboru v Brně (1851–1853) a spolu s generálem Hessem se zúčastnil manévrů ruské armády ve Varšavě. V době krymské války byl povýšen na generálmajora (1854) a převzal velení brigády v Moldavsku, kde v rámci pozorovacího sboru setrval tři roky. Od roku 1857 byl velitelem pěší brigády u 7. armádního sboru v Trevisu. Za války se Sardinií bojoval v bitvě u Magenty a v následující bitvě u Solferina převzal za zraněného podmaršála Reischacha velení jezdecké divize. V roce 1862 byl povýšen do hodnosti polního podmaršála a stal se zástupcem velitele 5. armádního sboru ve Veroně.
V letech 1864–1866 byl velitelem 5. armádního sboru původně ve Veroně, následně přesunutého do severního Německa. a v roce 1864 vedl rakouský kontingent o síle 25 000 mužů v dánsko-německé válce. Spolu s pruským velitelem princem Fridrichem Karlem dosáhl několika úspěchů, v této době začal upozorňovat na nedostatečné vyzbrojení rakouské armády ve srovnání s vojskem Pruska. Z vlastní iniciativy podnikl několik výpadů proti zadnímu voji dánské armády a obsadil větší část Dánska. Po uzavření míru zastával v letech 1865–1866 funkci místodržitele v okupovaném Holštýnsku. Správa území příliš vzdáleného od Vídně a odlišné zájmy Rakouska a Pruska vedly k výraznému zhoršení vztahů a nakonec k válce. Na začátku prusko-rakouské války vyklidil Holštýnsko a v červnu 1866 převzal velení 10. armádního sboru, s nímž byl začleněn do tzv. Severní armády generála Benedeka ve východních Čechách. Ve válce s Pruskem dosáhl jediného rakouského úspěchu ve vítězství u Trutnova (27. června 1866). V následujících dnech vedl svůj sbor v bitvě u Dvora Králové (29. června 1866) a nakonec i v prohrané bitvě u Hradce Králové.

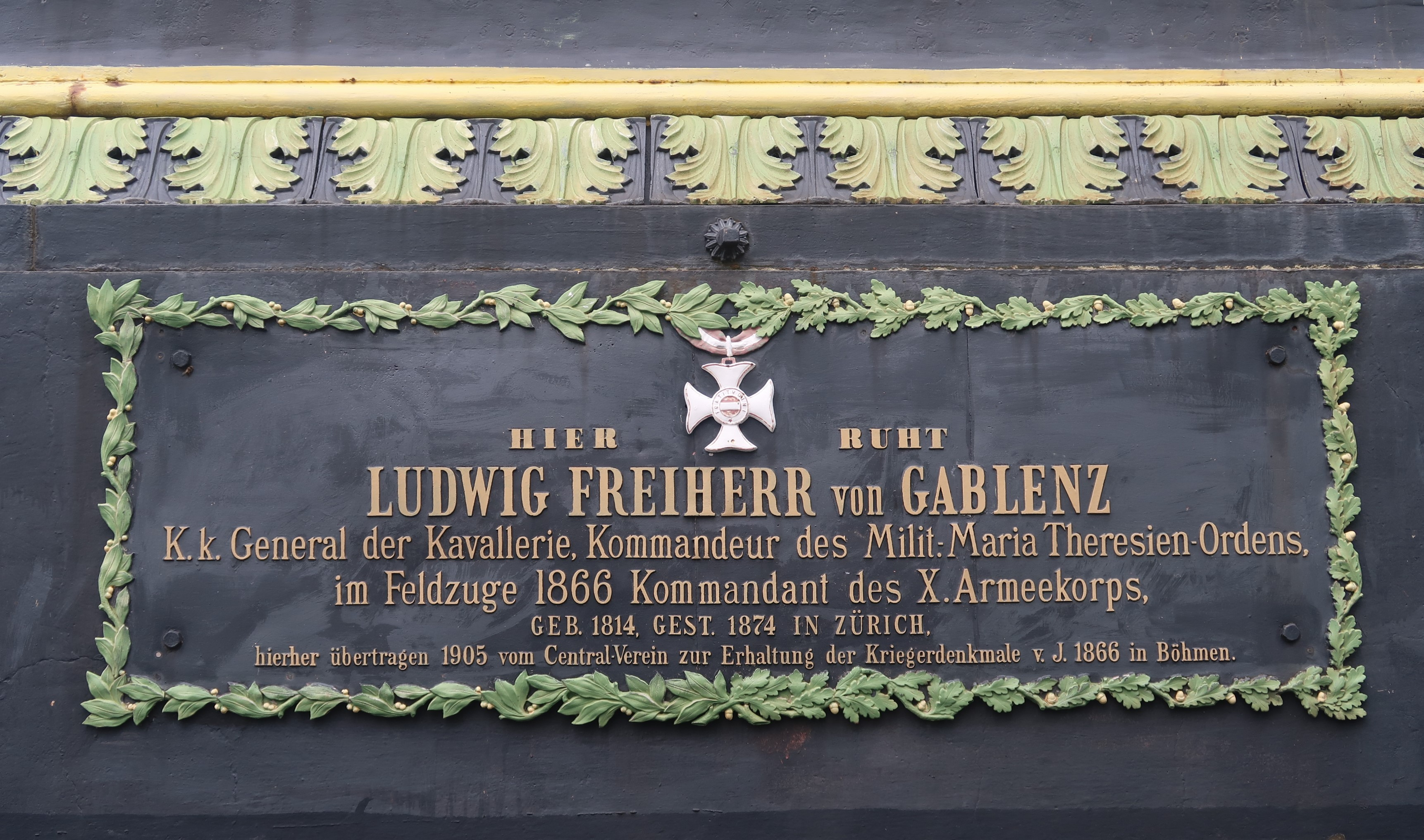
Detail nápisu na Gablenzově památníku v Trutnově

Po válce byl dočasně přeložen do stavu disponibility, ale v červnu 1867 znovu povolán do aktivní služby. V letech 1867–1869 byl místodržitelem a zemským velitelem v Chorvatsku a k datu 22. dubna 1868 dosáhl hodnosti generála jezdectva. Nakonec v letech 1869–1871 zastával post zemského velitele v Uhrách se sídlem v Budapešti. K datu 28. listopadu 1871 byl na vlastní žádost penzionován a od té doby žil v soukromí. Po celou dobu své vojenské kariéry byl vyznavačem luxusního stylu života, což mu mimo jiné umožnil sňatek s dědičkou bohaté bankéřské rodiny. Po krachu na vídeňské burze (1873) se dostal do vysokých dluhů. S žádostí o pomoc se obrátil na císaře Františka Josefa, císařský generální pobočník hrabě Bellegarde ale jeho dopis odmítl panovníkovi předat. V obavách o ztrátu prestiže Gablenz spáchal sebevraždu. Zastřelil se 28. ledna 1874 na návštěvě u svého bratra v Curychu, kde byl také původně pohřben. V roce 1905 byly jeho ostatky převezeny do krypty v Gablenzově památníku v Trutnově.

## Rodina
V roce 1853 se ve Vídni oženil s baronkou Helenou von Eskeles (1837–1899), dcerou bankéře a železničního podnikatele Denise Eskelese (1803–1876). Z manželství se narodily tři děti, jimž bylo na základě císařského rozhodnutí v roce 1874 povoleno užívat příjmení Gablenz-Eskeles. Oba synové sloužili v armádě, Dionýs (*1856) byl c. k. majorem u posádky v Terezíně, mladší Heinrich (1857–1926) dosáhl hodnosti generálmajora.
Jeho starší bratr baron August von Gablenz (1810–1878) byl důstojníkem v saské armádě a saským královským komořím.

## Tituly a ocenění
Od roku 1836 užíval titul svobodného pána, který získal jeho otec v Saském království. V roce 1858 mu byl titul barona potvrzen pro Rakouské císařství. V roce 1873 požádal o připojení příjmení své manželky z bohaté bankéřské rodiny, aby se mohl psát Gablenz-Eskeles, formality spojené s vydáním císařského diplomu byly dokončeny až po jeho smrti. Od roku 1863 byl čestným majitelem 6. hulánského pluku dislokovaného v Řešově. Ve funkci velitele armádního sboru byl v roce 1864 jmenován c. k. tajným radou s nárokem na oslovení Excelence, téhož roku získal také čestné občanství ve Vídni. V roce 1867 byl jmenován doživotním členem rakouské Panské sněmovny. Během své vojenské kariéry získal řadu vyznamenání v Rakousku i v zahraničí. Mimo jiné byl dekorován dvěma stupni prestižního Řádu Marie Terezie (1849, 1864).

### Rakousko
- rytířský kříž Vojenského řádu Marie Terezie (1849)
- Vojenský záslužný kříž (1850)
- Řád železné koruny II. třídy s válečnou dekorací (1859)
- komandérský kříž Řádu Marie Terezie (1864)
- Řád železné koruny I. třídy s válečnou dekorací (1864)
- velkokříž Leopoldova řádu (1871)

### Zahraničí
- Řád svaté Anny II. třídy (1849, Rusko)
- Řád svatého Vladimíra III. třídy (1849, Rusko)
- velkokříž Řádu červené orlice (1864, Prusko)
- Záslužný řád Pour le Mérite vojenské třídy (1864, Prusko)
- velkokříž Vojenského řádu sv. Jindřicha (1864, Sasko)
- komandér Řádu Ludvíkova (1864, Hesensko)
- velkokříž Řádu Guelfů (1865, Hannoversko)
- Řád Medžidie I. třídy (1870, Osmanská říše)